# Campionat del Món de X-Trial 2013
|  | Per al campionat del món a l'aire lliure d'aquell any, vegeu Campionat del Món de Trial 2013 |

La temporada de 2013 del Campionat del Món de X-Trial fou la 21a edició d'aquest campionat, organitzat per la FIM. El calendari oficial constava de 5 proves puntuables, celebrades entre el 5 de gener i el 12 d'abril. Una de les proves destacades va ser el Trial Indoor de Barcelona, disputat el 10 de febrer.
Toni Bou va guanyar el setè dels seus 19 campionats mundials indoor (a data de 2025), de nou, després de guanyar totes les proves puntuables. Una vegada més, aquell any els quatre primers classificats i cinc dels deu primers eren catalans. El tercer i quart classificats, Albert Cabestany i Jeroni Fajardo, van empatar a punts i el resultat final es va decidir pel nombre de segons llocs, favorable a Cabestany per 2-0.

## Sistema de puntuació
L'any 2013 entrà en vigor un nou sistema de puntuació en què obtenien punts els 10 primers classificats de cada prova (en comptes dels 9 com abans), repartits d'acord amb el següent barem:
| Posició | 1  | 2  | 3  | 4 | 5 | 6 | 7 | 8 | 9 | 10 |
| Punts   | 20 | 15 | 12 | 9 | 6 | 5 | 4 | 3 | 2 | 1  |

## Calendari
| Ronda | Data         | Prova         | Lloc      | Guanyador |
| ----- | ------------ | ------------- | --------- | --------- |
| 1     | 5 de gener   | Gran Bretanya | Sheffield | Toni Bou  |
| 2     | 10 de febrer | Espanya       | Barcelona | Toni Bou  |
| 3     | 10 de març   | Espanya       | Málaga    | Toni Bou  |
| 4     | 23 de març   | Alemanya      | Bielefeld | Toni Bou  |
| 5     | 12 d'abril   | França        | Niça      | Toni Bou  |

## Classificació final
| Posició | Pilot             | Motocicleta | Punts |
| ------- | ----------------- | ----------- | ----- |
| 1       | Toni Bou          | Montesa HRC | 100   |
| 2       | Adam Raga         | Gas Gas     | 58    |
| 3       | Albert Cabestany  | Sherco      | 51    |
| 4       | Jeroni Fajardo    | Beta        | 51    |
| 5       | Takahisa Fujinami | Montesa HRC | 39    |
| 6       | Matteo Grattarola | Gas Gas     | 19    |
| 7       | James Dabill      | Beta        | 18    |
| 8       | Alexandre Ferrer  | Sherco      | 17    |
| 9       | Jack Challoner    | Beta        | 15    |
| 10      | Francesc Moret    | Gas Gas     | 4     |
| 11      | Pere Borrellas    | Gas Gas     | 3     |